# Ronde van León
De Ronde van León (Spaans: Vuelta Ciclista a León) is een voormalige meerdaagse wielerwedstrijd in de Spaanse provincie León. De eerste editie vond plaats in 2001, toen nog voor amateurs, en werd gewonnen door de Spanjaard Egoi Martínez. Van 2005 tot en met 2013 was de koers onderdeel van de UCI Europe Tour, met een classificatie van 2.2.